# Aristea teretifolia
Aristea teretifolia är en irisväxtart som beskrevs av Peter Goldblatt och John Charles Manning. Aristea teretifolia ingår i släktet Aristea och familjen irisväxter. Inga underarter finns listade i Catalogue of Life.